# (1596) Itzigsohn
(1596) Itzigsohn ist ein Asteroid des Hauptgürtels, der am 8. März 1951 von dem argentinischen Astronomen Miguel Itzigsohn in La Plata entdeckt wurde.
Benannt ist der Asteroid nach seinem Entdecker.